# (2797) Тевкр
(2797) Тевкр (др.-греч. Τεῦκρος) — типичный троянский астероид Юпитера, движущийся в точке Лагранжа L4, в 60° впереди планеты. Астероид был открыт 4 июня 1981 года американским астрономом Эдвардом Боуэллом в обсерватории Андерсон-Меса и назван в честь Тевкра Теламонида, участника Трояснской войны.

Орбита астероида Тевкр и его положение в Солнечной системе
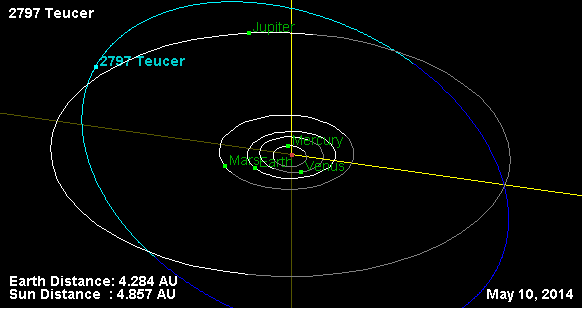
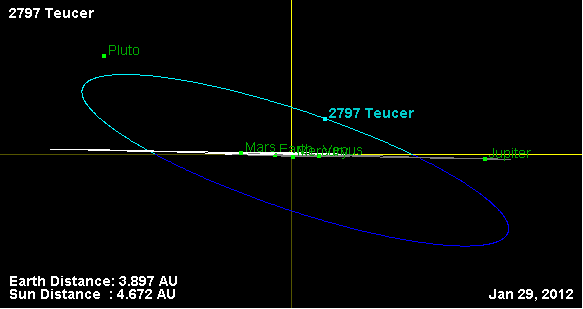